# Музей Юрія Яновського
Музе́й Ю́рія Яно́вського — меморіальний музей у с. Нечаївці на Кіровоградщині, де народився Юрій Яновський.
Відкритий 1972 року (архітектор В. Губенко).
Музей складається з трьох залів, у яких розміщено експонати: документи, фотокопії, книги, листи, письмове приладдя, альбом з фотографіями, виготовленими самим Ю. Яновським, записна книжка (1946). Куточки в двох залах відтворюють інтер'єр їдальні Яновських і робочий кабінет письменника. На місці, де стояла хата Яновських, встановлено пам'ятний знак.
У музеї Юрія Яновського експонуються твори образотворчого мистецтва.